# Heterostomus curvipalpis
Heterostomus curvipalpis är en tvåvingeart som beskrevs av Jacques-Marie-Frangile Bigot 1857. Heterostomus curvipalpis ingår i släktet Heterostomus och familjen vedflugor. Inga underarter finns listade i Catalogue of Life.